# Protium llanorum
Protium llanorum là một loài thực vật có hoa trong họ Burseraceae. Loài này được Cuatrec. miêu tả khoa học đầu tiên năm 1952.